# Victory Road (2020)
Victory Road (2020) – gala wrestlingu, zorganizowana przez amerykańską federację Impact Wrestling po kilkumiesięcznej przerwie związanej z pandemią Covid-19, która była transmitowana za pomocą platformy Impact Plus. Odbyła się 3 października 2020 w Skyway Studios w Nashville. Była to dwunasta gala z cyklu Victory Road.
Karta walk składała się z ośmiu pojedynków, w tym trzech o tytuły mistrzowskie, a samo wydarzenie poprzedził Preshow match. W walce wieczoru Eric Young obronił Impact World Championship, pokonując Eddiego Edwardsa. W innych pojedynkach Deonna Purrazzo zachowała Impact Knockouts Championship po zwycięstwie nad Susie, natomiast Willie Mack zwyciężył Impact X Division Championa, Rohita Raju w wyniku wyliczenia rywala. W tej sytuacji, zgodnie z zasadami, Raju zatrzymał tytuł mistrzowski.

## Wyniki walk
Zestawienie zostało oparte na źródle:
| Nr                                                                   | Wyniki | Stypulacje                                     | Czas  |
| -------------------------------------------------------------------- | --- | ---------------------------------------------- | ----- |
| 1P                                                                   | The Rascalz (Dez i Wentz) pokonali XXXL (Acey Romero i Larry D)                                                                                          | Tag Team match                                 | 9:27  |
| 2                                                                    | Brian Myers pokonał Tommy’ego Dreamera | Singles match                                  | 10:55 |
| 3                                                                    | Willie Mack pokonał Rohita Raju (c) przez wyliczenie | Singles match o Impact X Division Championship | 11:11 |
| 4                                                                    | Tenille Dashwood (z Kalebem with a K) pokonała Jordynne Grace                                                                                            | Singles match                                  | 12:17 |
| 5                                                                    | Rhino i Heath pokonali Reno Scum (Adam Thornstowe i Luster The Legend)                                                                                   | Unsanctioned Tag Team match                    | 10:36 |
| 6                                                                    | Trey Miguel pokonał Moose’a | Singles match                                  | 8:19  |
| 7                                                                    | Josh Alexander (z Ethanem Pagem) pokonał Alexa Shelley’a (z Chrisem Sabinem), Ace’a Austina (z Madmanem Fultonem) i Karla Andersona (z Dokiem Gallowsem) | Four Way match                                 | 14:37 |
| 8                                                                    | Deonna Purrazzo (z Kimber Lee) (c) pokonała Susie (z Kylie Rae)                                                                                          | Singles match o Impact Knockouts Championship  | 13:00 |
| 9                                                                    | Eric Young (c) pokonał Eddiego Edwardsa | Singles match o Impact World Championship      | 23:43 |
| (c) – mistrz/mistrzyni przed walkąP – walka miała miejsce w pre-show | |                                                |       |